# Алиев, Гумбат Мамед оглы
Гумбат Мамед оглы Алиев (азерб. Hümbət Məmməd oğlu Əliyev; р. 25 октября 1932, Даймадагылды, Бардинский район) — советский азербайджанский хлопковод, Герой Социалистического Труда (1976).

## Биография
Родился 25 октября 1932 года в селе Даймадагылды Бардинского района Азербайджанской ССР.
С 1947 года колхозник, с 1960 года бригадир хлопководческой бригады колхоза имени 26 Бакинских Комиссаров Бардинского района Азербайджанской ССР. В 1975 году добился высокой урожайности хлопка — 59,3 центнеров с гектара, перевыполнив социалистическое обязательство на 9,3 центнера с гектара. Последующие годы десятой пятилетки были отмечены новыми трудовыми достижениями: урожайность хлопчатника превысила 60-центнерный рубеж, десятая пятилетка была выполнена за 4 года.
Указом Президиума Верховного Совета СССР от 27 декабря 1976 года за выдающиеся успехи, достигнутые во Всесоюзном социалистическом соревновании, проявленную трудовую доблесть в выполнении планов и социалистических обязательств по увеличению производства и продажи государству зерна, хлопка, винограда, овощей и других сельскохозяйственных продуктов в 1976 году Алиеву Гумбату Мамед оглы присвоено звание Героя Социалистического Труда с вручением ордена Ленина и золотой медали «Серп и Молот».
Активно участвовал в общественной жизни Азербайджана. Член КПСС с 1963 года.
В 2002 году удостоен Персональной стипендии Президента Азербайджанской Республики.
Проживает в родном селе Даймадагылды.